# Corgelada (Can Jordà)
Corgelada es el nombre de una variedad cultivar de manzano (Malus domestica) Esta manzana está cultivada en la colección de germoplasma de manzanas del CSIC, así mismo también está cultivada en la colección particular de manzanas de Cataluña "El pomari de l'Emili". Esta manzana es originaria de la Comunidad autónoma de Cataluña, comarca de la La Garrocha Gerona, donde tuvo su mejor época de cultivo comercial antes de la década de 1960.

## Sinónimos
- "Poma Corgelada",[7]
- "Manzana Corgelada".[8]

## Historia
En la primera mitad del siglo XX, el Valle de Arbucias y Riells del Montseny era conocido como el valle de los manzanos. Se transportaban dentro de serones con camiones hasta Barcelona para venderlas. El espaciamiento en el tiempo de recogida de las diversas variedades de manzanos que aquí se cultivaban, permitía disponer de fruta durante más meses, con una buena conservación en el pajar se comían hasta el verano siguiente y se alimentaba el ganado con los excedentes. Era corriente ver los leñadores con el zurrón lleno de manzanas cuando se dirigían a trabajar al bosque.
'Corgelada' es una variedad de manzana de Cataluña, cuyo cultivo conoció cierta expansión en el pasado, pero que a causa de su constante regresión en el cultivo comercial no conservaban apenas importancia y prácticamente habían desaparecido de las nuevas plantaciones en 1971.  Así hay variedades tales como 'Camuesa de Llobregat' y 'Manyaga' que constituían en 1960 el 70% de la producción de manzana en la provincia de Barcelona y se encontraba la primera en otras nueve provincias y la segunda en seis y 'Normanda' que estaba muy difundida hasta 1960 entre los viveristas de Aragón (representaba el 25% de la cosecha en la cuenca del Jiloca). En 1971 Puerta-Romero y Veirat sólo encontraron 184 ha de “Manyaga” (el 31% con más de 20 años), 81 ha de “Camuesa de Llobregat” (el 36% con más de 20 años) y ya no citan al cultivar “Normanda”.
'Corgelada' está considerada incluida en las variedades locales autóctonas muy antiguas, cuyo cultivo se centraba en comarcas muy definidas. Se caracterizaban por su buena adaptación a sus ecosistemas y podrían tener interés genético en virtud de su adaptación. Se encontraban diseminadas por todas las regiones fruteras españolas, aunque eran especialmente frecuentes en la España húmeda. Estas se podían clasificar en dos subgrupos: de mesa y de sidra (aunque algunas tenían aptitud mixta).
'Corgelada' es una variedad clasificada como de mesa; difundido su cultivo en el pasado por los viveros comerciales y cuyo cultivo en la actualidad se ha reducido a huertos familiares y jardines privados.
En uno de los extremos del bosque de hayas Hayedo de Jordá, se encuentra la masía de "Can Jordà", que le da nombre, y que hoy es un "Centro de Conservación de Plantas Cultivadas". Su objetivo es el cultivo de salvaguarda de especies de frutales próximas a la extinción y variedades de plantas que han entrado en regresión, como algunas variedades de alforfón. La variedad de manzana 'Corgelada' es una de las variedades que se mantienen cultivadas.

## Características
El manzano de la variedad 'Corgelada' tiene un vigor entre escaso y mediano, de porte de poca altura con las ramas erguidas; tubo del cáliz estrecho, pequeño, con los estambres insertos en la mitad.
La variedad de manzana 'Corgelada' tiene un fruto de tamaño de pequeño a mediano; forma cónica aplanada, con contorno asimétrico, con uno de los ejes de simetría desviado tangencialmente hacia en interior, lo que produce un lateral del fruto un poco más abultado que el otro; piel rugosa, gruesa; con color de fondo verde amarillento, importancia del sobre color ausente, presentando un enmarañamiento de placas ruginosas de color verde pardo por la mitad de la piel, acusa punteado disperso de la misma ruginosidad, y una sensibilidad al "russeting" (pardeamiento áspero superficial que presentan algunas variedades) fuerte; pedúnculo corto, fino, que no sobresale de la cubeta, anchura de la cavidad peduncular estrecha, profundidad cavidad pedúncular profunda, en el fondo de la cavidad está cubierto de un ruginoso verde parduzco y algún ruginoso en forma de radio sobrepasa un borde, bordes con leve ondulado, y con una importancia del "russeting" en cavidad peduncular fuerte; anchura de la cavidad calicina es poco ancha, profundidad de la cavidad calicina poco profunda, con ruginoso verde parduzco en las paredes de la cavidad calicina que sobrepasan un borde y sale como un espurreado en la zona del borde, y con importancia del "russeting" en cavidad calicina fuerte; ojo característicamente pequeño y entreabierto; sépalos largos, puntiagudos y vueltos hacia fuera desde por debajo de su mitad dejando en el centro una apertura suavemente pequeña.
Carne de color blanca, con la pulpa que parece tocada por el frío (vitrificaciones, que son concentraciones de azúcares en una zona, que le da un aspecto de transparencia de cristal); textura poco consistente, jugosa; sabor dulce, un poco ácida; corazón bulbiforme; eje entreabierto; celdas medianas y cartilaginosas; semillas pequeñas ovadas.
La manzana 'Corgelada' tiene una época de maduración y recolección tardía, madura en el otoño, desde finales de septiembre y en octubre. No tiene una buena conservación. Se usa como manzana de mesa fresca.